# Unterbüscherhof
Unterbüscherhof ist eine aus einer Hofschaft hervorgegangene Ortschaft in der Stadt Leichlingen (Rheinland) im Rheinisch-Bergischen Kreis.

## Lage und Beschreibung
Unterbüscherhof liegt östlich des Leichlinger Zentrums oberhalb des Weltersbachs. Der Ort bildet heute mit den  Wohnplätzen Ufer und dem an der Kreisstraße K6 gelegenen Holzerhof einen gemeinsamen Ortsbereich. Am Weltersbach selbst liegt in unmittelbarer Nähe Schüddig, das ein Mühlenstandort war.
Weitere Nachbarorte sind Sieferhof, Krähwinkel, Wilhelmstal, Metzholz, Schneppenpohl, Krabbenhäuschen, Weltersbach, Heeg, Hinterberg, Paulinenhof, Claasholz und Oberbüscherhof.

## Geschichte
Die Karte Topographia Ducatus Montani aus dem Jahre 1715 zeigt einen Hof unter dem Namen Vorenbusch. Im 18. Jahrhundert gehörte der Ort zum Kirchspiel Leichlingen im bergischen Amt Miselohe. Die Topographische Aufnahme der Rheinlande von 1824 und die Preußische Uraufnahme von 1844 verzeichnen den Ort beide als Unter Büscherhof. Unterbüscherhof lag auf Leichlinger Gebiet unmittelbar an der Grenze zu dem Kirchspiel Witzhelden, das ab 1845 bis 1974 eine eigene Bürgermeisterei und Gemeinde bildete.
1815/16 lebten 35 Einwohner im Ort. 1832 gehörte Unterbüscherhof der Bürgermeisterei Leichlingen an. Der laut der Statistik und Topographie des Regierungsbezirks Düsseldorf als Hofstadt kategorisierte Ort besaß zu dieser Zeit neun Wohnhäuser und fünf landwirtschaftliche Gebäude. Damals lebten 61 Einwohner im Ort, davon sechs katholischen und 55 evangelischen Glaubens.
Im Gemeindelexikon für die Provinz Rheinland werden 1885 14 Wohnhäuser mit 50 Einwohnern angegeben. 1895 besaß der Ort zwölf Wohnhäuser mit 49 Einwohnern, 1905 elf Wohnhäuser und 44 Einwohner.